# Demissie Wolde
Demissie Wolde (* 8. März 1937) ist ein ehemaliger äthiopischer Marathonläufer.
1964 wurde er Zehnter bei den Olympischen Spielen in Tokio. 1968 kam er beim Fukuoka-Marathon auf den 13. Platz, und 1969 siegte er beim Košice-Marathon mit seiner persönlichen Bestzeit von 2:15:37 h. Bei den Olympischen Spielen 1972 in München lief er auf dem 18. Platz ein.
Sein älterer Bruder Mamo Wolde wurde 1968 Olympiasieger im Marathon.